# Стваралачки морал
Стваралачки или делотворни морал је морал који се заснива на стварању нових вредности у култури.

## Карактеристике
Оваква моралност доводи до успостављања нових институција, сузбијања постојећих ограничења и потенцирања индивидуалности и стваралаштва код сваког појединца. Везује се за појаву нових покрета, као што су авангарда и рок култура.

## Примери
У уметности, овај морал је илустрован кроз лик Прометеја у Есхиловом делу „Оковани Прометеј“. Тај митски јунак је украо од богова ватру како би људима олакшао живот, због чега је био кажњен. Међутим, иако у застрашујућим мукама, он се не каје због почињеног дела, већ поставља питање зашто га богови и судбина кажњавају због доброте коју је показао према људима.